# Ischnusia
Ischnusia är ett släkte av fjärilar. Ischnusia ingår i familjen bastardsvärmare.
Kladogram enligt Catalogue of Life:
| Ischnusia | \| \| Ischnusia culiculina \| \| \| \| \| \| Ischnusia perpusilla \| \| \| \| |
|           | \| \| Ischnusia culiculina \| \| \| \| \| \| Ischnusia perpusilla \| \| \| \| |
|           | Ischnusia culiculina                                                          |
|           |                                                                               |
|           | Ischnusia perpusilla                                                          |
|           |                                                                               |